# Гречановка (Черкасская область)
Гречановка (укр. Гречанівка) — село в Драбовском районе Черкасской области Украины.
Население по переписи 2001 года составляло 272 человека. Почтовый индекс — 19811. Телефонный код — 4738.

## Местный совет
19811, Черкасская обл., Драбовский р-н, с. Ковалевка, ул. Кирова, 7